# 钦纳
钦纳（德語：Zinna，發音：[ˈtsɪna]）是德国萨克森州北萨克森县曾经的一个市镇，面积12.2平方千米，2011年12月31日人口为1,475人。2013年1月1日，钦纳并入市镇托尔高。